# La Fatigue culturelle du Canada français

La fatigue culturelle du Canada français est un article de revue de l'intellectuel québécois Hubert Aquin, paru en mai 1962 dans la revue Liberté. Se référant à la philosophie ainsi qu'à la pensée de la décolonisation, cet article indépendantiste se veut une réponse à La nouvelle trahison des clercs, article fédéraliste publié par le futur Premier ministre Pierre Elliot Trudeau en avril 1962 dans Cité libre. Selon Jean-Christian Pleau, c'est « le plus élaboré des écrits politiques d'Aquin ». Pleau ajoute que ce texte « paraît inaugurer dans le monde intellectuel québécois la réflexion révolutionnaire des années soixante », et qu'on le « regarde à juste titre comme le manifeste politique de son auteur ».
Dans ce texte, Aquin analyse notamment l'ambivalence politique des Québécois, qu'il nomme « fatigue culturelle » (un concept emprunté au penseur martiniquais Aimé Césaire décrivant la tentation d'une société colonisée d'abandonner sa culture). Il écrit : « Qu'adviendra-t-il finalement du Canada français? À vrai dire, personne ne le sait vraiment, surtout pas les Canadiens français dont l'ambivalence à ce sujet est typique; ils veulent simultanément céder à la fatigue culturelle et en triompher, ils prêchent dans un même sermon le renoncement et l'ambition ». Aquin y cherche aussi à démontrer que le nationalisme ne mène pas nécessairement à la guerre, contrairement à ce qu'affirme l'article de Trudeau. Pour étayer ses thèses, Aquin s'appuie sur des auteurs tels qu'Aimé Césaire, Jean-Paul Sartre, Léopold Sédar Senghor et Pierre Teilhard de Chardin. L'article est écrit à Toronto en mai 1962, mois de sa publication.
La Chaire MCD de l'Université du Québec à Montréal (UQAM) et la Première chaîne de Radio-Canada ont présenté conjointement un colloque portant sur l'article d'Aquin. Intitulé « Hubert Aquin, cinq questions aux nationalistes d'aujourd'hui », l'événement a été tenu du 6 au 10 novembre 2006 à la salle Marie-Gérin-Lajoie de l'UQAM et a fait l'objet d'une série d'émissions à la Première chaîne.